# Caerois chorinaeus
Caerois chorinaeus är en fjärilsart som beskrevs av Fabricius 1775. Caerois chorinaeus ingår i släktet Caerois och familjen praktfjärilar. Inga underarter finns listade i Catalogue of Life.

## Bildgalleri

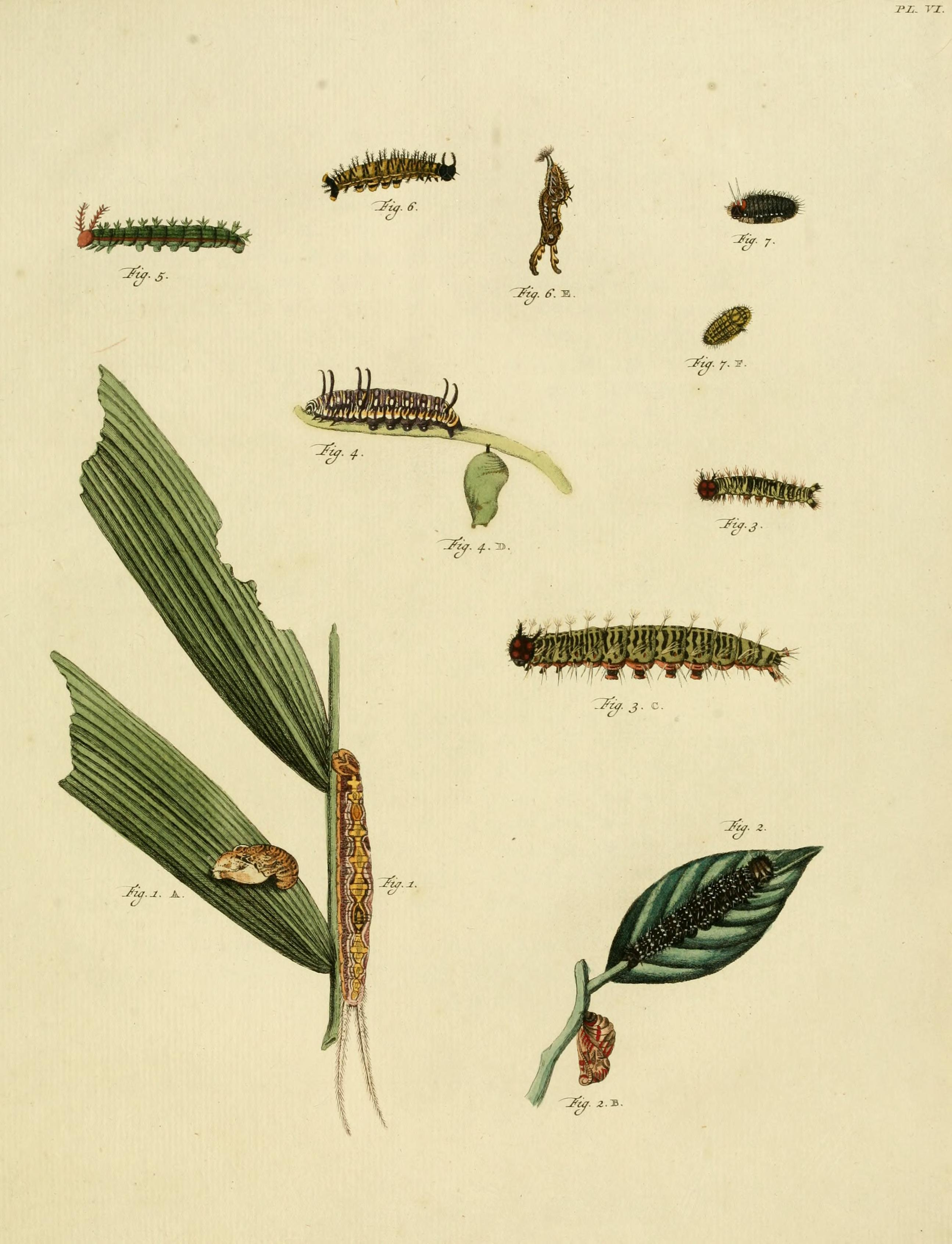
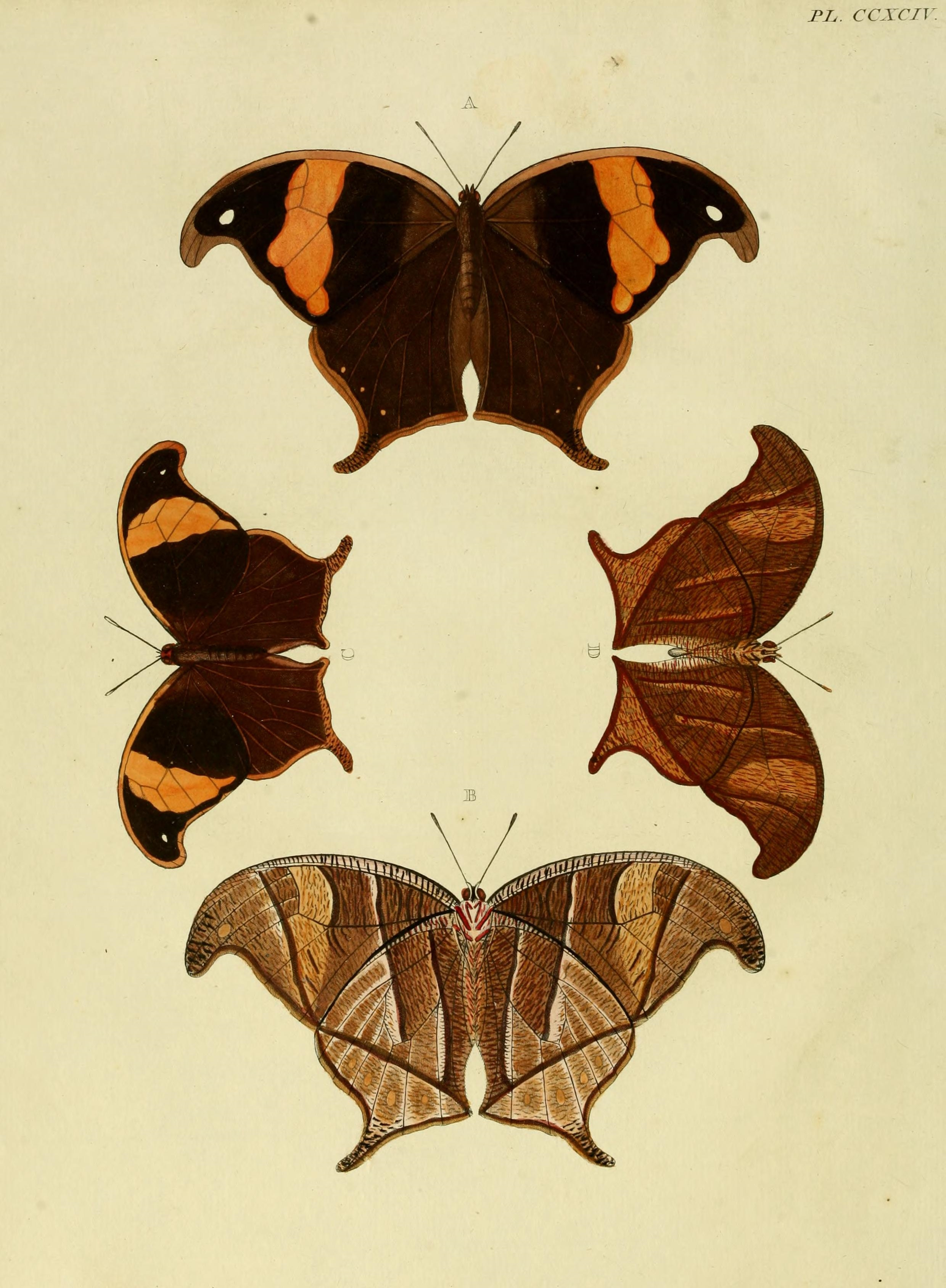